# مسجد الشيخ زكريا
مسجد الشيخ زكريا هو أحد مساجد غزة التاريخية ويقع وسط المدينة وشمال غرب البلدة القديمة، بحي الدرج في شارع الوحدة وقريب من مسجد الشيخ خالد الأثري، شُيّد المسجد في القرن الرابع عشر الميلادي أي منتصف القرن الثامن الهجري في عهد الدولة المملوكية، بأمر من ملك الأمراء السيفي كافل المملكة الغزية، ودفن في هذا الجامع الشيخ زكريا الذي توفي في 749 هجريّا، الذي سمي المسجد بأسمه، كان للمسجد قديمًا وقف محلات بحي البرجاية 
تعرض المسجد للتدمير الكامل في أربعينات القرن العشرين وبني مسجد أخر على أنقاضه نفس بالإسم، ولم يبقى من مسجد الشيخ زكريا التاريخي إلا مئذنته، حتى الحرب على غزة 2023، الذي دُمر فيها المسجد بعد 800 عام من انشائه مع عدة مساجد ومعالم أثرية أخرى ونتج عن قصفه تدمير المنازل المجاورة له  قبل تدميره الأخير كان يوجد به مركز لتعليم القرآن

## وصف المسجد القديم
كان المسجد القديم يتكون من طابق واحد، وكانت المبنى تتكون من إيوان مغطى بقباب دائرية في السقف مرتكز على أعمده في الوسط، كما كان يوجد منبر ومحراب، وتضمن المسجد منارة سميكة تشبه منارة مسجد علي بن مروان، وفي الخارج كان له مئذنة قصيرة نسبيّا بارتفاع 10 أمتار، مبنية من الحجر الرملي وبعض الحجارة الكلسية الصلبة ذات اللون السكري التي كانت تعمل على تثبيت المئذنة على البدن الثماني الشكل المبني على القاعدة المربعة التي تحمل مبنى المئذنة كله ،ويعلو المئذنة شرفة للمؤذن